# Václav Stříbrný
Václav Stříbrný (bulharsky Вацлав Стрибърни, 15. dubna 1853 Lidice – 28. června 1933 Sofie) byl český botanik, pomolog, pedagog a zahradník dlouhodobě působící v Bulharsku. Stal se zakladatelem tradice jihobulharského ovocnářství, zelinářství, včelařství a parkového hospodářství. Mj. zde zavedl kulturu pěstování jahod a chřestu.

## Životopis

### Mládí
Narodil se v obci Lidice nedaleko Kladna v Rakouském císařství. Mnoho praktických zkušeností získal během práce v historických parcích a zahradách: ve 12 letech začal pracovat v zahradách Ferdinanda IV., v osmnácti se stal učedníkem v zahradách hraběte Kinského na Smíchově, předměstí Prahy. Navštěvoval večerní a letní kurzy všeobecně vzdělávacích předmětů na průmyslové škole v Praze a letní speciální kurzy botaniky v univerzitní botanické zahradě u prof. Augustina Karla v Praze. V roce 1881 promoval s vyznamenáním na Pomologickém ústavu v Troji u Prahy (pozdější součást Prahy). Poté byl tři roky odborným asistentem zahradnictví u prof. Benedikta Zaesela, rovněž pracoval jako zámecký zahradník u barona Theodora Hrubého z Jelení na zámku v Červených Pečkách u Kolína.

### V Bulharsku
V roce 1883 byl pozván správou bulharské provincie východní Rumélie, aby se stal učitelem na zemědělské škole ve městě Sadovo. V Bulharsku, které roku 1878 získalo nezávislost na Osmanské říši, se usazovala celá řada Čechů a vytvořila zde signifikantní komunitu. V Sadovu následně působil a žil 37 let. Vytvořil zde mj. školní zahradu, potřebnou k výuce, a park kolem areálu školy. Zároveň se věnoval badatelské botanické a pomologické činnosti v regionu.
Po odchodu do důchodu se usadil se svým nejmladším synem Ludvíkem, vojenským lékařem, v Sofii. Nastoupil na botanické oddělení Ústředního výzkumného ústavu zemědělského a v letech 1924 až 1930, kde byl v letech 1925 až 1927 asistentem vedoucího. Pokračoval zde ve sběru rostlin a vytváření herbářů rostlinných druhů.

### Ocenění
Roku 1888 byl vyznamenán bulharským Řádem sv. Alexandra IV. stupně, později obdržel vyznamenání „Za občanské zásluhy“ IV. stupně. 1. května 1933 byl za své velké zásluhy o bulharskou botaniku zvolen čestným členem Bulharské botanické společnosti. Ve stejném roce byl zvolen čestným členem Bulharské akademie věd.

### Úmrtí
Zemřel 28. června 1933 v Sofii.

### Rodina
Jeho syn Venceslav Stříbrný v Bulharsku rovněž žil a působil jako botanik a lesník. Mladší syn Ludvík byl vojenským lékařem bulharské armády. Jeho příbuzným byl patrně také Josef Stříbrný, pozdější člen československé zahraniční armády během druhé světové války a letec RAF, rovněž pocházející z Lidic.

## Dílo
V letech 1889 až 1904 procestoval okolí Sadova a Plovdivu, severní svahy Rodop v oblasti Asenovgradu, Dobrostanu, Perštery, Topolovgradu, hory Besapar a také oblasti Chirpanu, Chaskova, Pazardjiku a Harmanli v hornothrácké nížině, pobřeží Černého moře - od Varny po Kavarnu, Sredna Gora - v oblasti Stara Zagora a Svežen, Stara Planina - u Kaloferu, Rila - v oblasti hor Musala a Eleni Vrah. Během těchto cest shromáždil stovky druhů rostlin, které posílal Josefu Velenovskému, kolegovi botanikovi, do Čech k identifikaci a publikaci, což posléze vedlo Velenovského k sestavení a publikaci knihy Flora Bulgarica (Praha, 1891). Velká část nalezených druhů rostlin byla v Bulharsku doposud nerozeznána a více než 100 druhů bylo zcela nových – 31 druhů si zachovalo svou taxonomii, 27 změnilo hodnost a 45 přešlo do synonymie. Druhy rostlin, které objevil Stříbrný a popsal Velenovský a zachovaly si svou taxonomickou hodnotu, jsou: Achillea thracica, Alyssum stribrnyi, Alcana stribrnyi, Barbarea longirostris, Bromus squarosus var. multiflorus, Buglossoides glandulosa, Carduus rhodopaeus, Campanula moesiaca, Centaurea inermis, Cerastium semidencandrum var. rotundifolia, Fritillaria stribrnyi, Genista depressa subsp. moesica, Koeleria gracilis var. obscura, Koeleria gracilis var. elatior, Lavatera thuringiaca var. bulgarica, Merendera rhodopaea, Myosotis aspera, Muscari pyramydatum, Nepeta cataria var. rhodopaea, Onosma rhodopaea, Satureja rumelica, Trifolium alpestre var. angustum, Triffolium lappaceum subsp. adranopolitanum, Trifolium medium subsp. skorpili, Trifolium scabrum subsp. turcicum, Thymus moesiacus, Thymus rhodopaea, Valerianella coronata var. stribrnyi, Verbascum nobile и Verbascum thracicum.
Josef Velenovský pojmenoval po Stříbrném celkem 15 druhů pro vědu nových rostlin: Alcana stribrnyi, Alyssum stribrnyi, Anthemis stribrnyi, Astragalus stribrnyi, Bromus stribrnyi, Centaurea stribrnyi, Crepis stribrnyi, Carex vulpina subsp. stribrnyi, Dianthus stribrnyi, Fritillaria stribrnyi, Potentila taurica var. stribrnyi, Saxifraga porophylla var. stribrnyi, Sedum stribrnyi, Thymus stribrnyi, Valerianella coronata var. stribrnyi.
V Ústředním zemědělském výzkumném ústavu vytvořil Stříbrný herbáře o 12 000 až 15 000 listech, sbírka však byla poškozena při bombardování Sofie během druhé světové války. Jeho herbáře jsou též uloženy v Botanickém ústavu Přírodovědecké fakulty Univerzity Karlovy v Praze, v Ústavu biodiverzity a výzkumu ekosystémů Bulharské akademie věd, na katedře botaniky na Biologické fakultě Sofijské univerzity či na Zemědělské univerzitě v Plovdivu.
Napsal více než 25 učebnic ovocnářství, zahradnictví či květinářství, které patřily mezi první odborné publikace svého druhu v bulharštině. Dále tvořil také praktické příručky. Rovněž byl autorem asi 50 článků o různých zemědělských otázkách, publikovaných především v časopise Sadovo a novinách Oralo.
Část jeho osobního archivu je uložena ve fondu 1543K v bulharském Ústředním státním archivu. Skládá se z 11 archivních celků z období 1903–1962. 